# Codex Abrogans

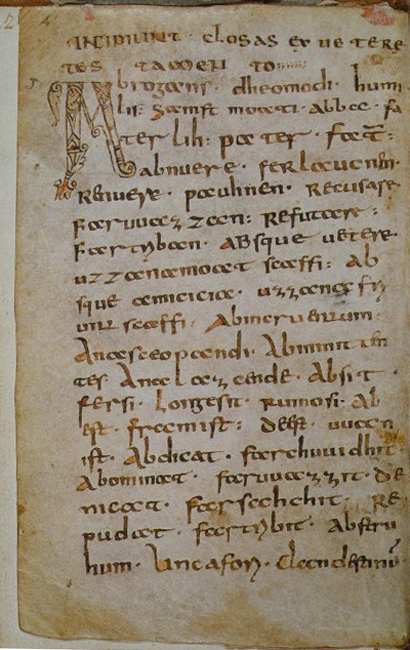
La prima pagina del Codex Abrogans

Il Codex Abrogans è probabilmente il più antico testo in lingua tedesca esistente.
Si tratta sostanzialmente di un dizionario dei sinonimi e di un vocabolario di parole tradotte dal latino all'alto tedesco antico in forma di manoscritto, datato VIII secolo, probabilmente in un periodo compreso tra il 765 – 775.
Probabilmente fu scritto in diverse copie, ma solo una ha raggiunta i nostri giorni, conservata nella Abbazia di San Gallo.
Il nome del codice deriva dalla prima parola con cui si apre il manoscritto: abrogans = dheomodi (in tedesco moderno: demütig = modesto, umile).
Il manoscritto, costituito da 3670 parole in tedesco antico, è tradizionalmente attribuito al prelato Aribo di Frisinga, originario di Merano, il primo autore conosciuto di lingua tedesca.